# Loxosomella aeropsis
Loxosomella aeropsis — вид внутрішньопорошицевих тварин родини Loxosomatidae. Описаний у 2018 році.

## Поширення
Вид поширений в Охотському морі на північному сході Тихого океану. Відкритий в ході німецько-російської експедиції SokhoBio на борту дослідницького судна «Академік Лаврентьєв» в липні — серпні 2015 року. Loxosomella aeropsis виявлений на колючках морського їжака Aeropsis fulva.